# Березовка (Заокский район)
Березовка — деревня в составе Заокского района Тульской области России.

## Описание

### География
Расположена в 17 км (по автодороге) от районного центра города Алексина, в 7 км от ближайшей железнодорожной станции Суходол.

### Название
Название села получено вероятно от произраставших в окружавшей его местности берёзовых лесов.

### История
Во второй половине XVIII века Берёзовка с крестьянской землёй была церковной вотчиной Тульского архиерея.
Деревня имела статус села. Церковный приход образовался из самого села Березовки и присоединённого к нему упразднённого прихода села Городище, в котором была церковь Николая Чудотворца. По преданию Городищенская церковь была уничтожена пожаром от молнии (после 1800 года). Деревянный храм в Березовке во имя Рождества Пресвятой Богородицы был построен не позднее 1809 года. В 1875 году была расширена трапезная и устроен в ней, по желанию прихожан бывшего Городищенского прихода в память о своём прежнем храме, тёплый придел Николая Чудотворца. В состав церковного прихода входили само село; сельцо: Никулино (Микулина), Александровка (Александровская), Тяпкино (Тяпкина), Сумароково (Сумарокова), Сумароковские выселки (не сущ.), Щепотьево; деревни: Мухановка, Грибово (Грибовка) (не сущ.) и часть сельца Сухотино (Сухатина) с общей численностью крестьян-прихожан 1077 человек (по состоянию на 1895 год). В 1893 году при церкви была открыта церковно-приходская школа.
В 1859 году в селе насчитывалось 36 крестьянских дворов; в 1915 — 45 дворов.

## Население
| Годы      | 1857  | 1859 | 1915 | 2010 |
| --------- | ----- | ---- | ---- | ---- |
| Население | 256 * | 307  | 274  | ↘9   |

* крестьяне крепостные казённые